# Ванатуру-каэл
Ва́натуру-ка́эл (эст. Vanaturu kael — «шея старого рынка») — улица в историческом районе Старый город Таллина, Эстония. Одна из самых старинных и самых коротких улиц (протяжённость — 75 м) Старого города. На улице расположены кафе и рестораны с летними верандами и сувенирно-ювелирные магазины.

## География
Пролегает в микрорайоне Ваналинн городского района Кесклинн. Начинается у Ратушной площади, проходит рядом со зданием Ратуши, и заканчивается на перекрёстке с улицами Вене, Виру и Вана-тург.

## История и застройка
В XI веке нынешняя улица Ванатуру-каэл была частью торгового пути с востока, идущего к подножию замка Тоомпеа — нынешнего Тартуского шоссе. В конце XIX века улица носила названия Рыночный переулок (нем. Marktgasse, Marktstraße) и улица Туру (эст. Turu tänav).
Современная застройка улицы относится к XVII — началу XX веков:
- дом 3 (Raekoja plats 18 / Vanaturu kael 3) — четырёхэтажный каменный дом, являющийся основной частью архитектурного ансамбля ( памятник архитектуры), состоящего из трёх зданий: главного здания по адресу Ванатуру-каэл 3 с фронтоном, примыкающего к нему углового здания с изогнутой стеной у Ратушной площади по адресу пл. Раэкоя 18 и вспомогательного здания во дворе. Эти владения были объединены в 1665 году и принадлежали торговцу Йохану Хёппнеру (Johan Höppener (Hoeppener)). В 1367 году на этом месте был жилой дом и три отдельные лавки. Большой купеческий дом в целом с позднеготическим фасадом был, вероятно, построен на основании стен небольшого многоэтажного дома-башни (первая половина XIV века) в 1420 году. Тот вид, который сохранился до наших дней, был придан дому в конце XVII века. Комплекс зданий был отреставрирован в период с 1981 по 1984 год с сохранением всех исторических конструкций и деталей[2][7]. В настоящее время он носит название «Дом Хопнера»[эст.][8]. В помещениях здания организуются концерты, представления, проводятся учебные курсы и различные мероприятия, на первом этаже расположены коммерческие площади[9];
- дом 5 — четырёхэтажный каменный жилой дом, на первом этаже которого работает сувенирно-ювелирный магазин[10];
- дом 7 (Vanaturu kael 7 / Vene 1) — четырёхэтажный каменный жилой дом, на первом этаже которого работает кафе-бар «Vana Turg»[11] и сувенирно-ювелирный магазин «Baltic Amber»;
- дом 8 — четырёхэтажный каменный жилой дом, на первом этаже которого работает магазин эстонского национального рукодельного творчества «Kaarmann»[12];
- дом 10 — четырёхэтажный каменный жилой дом, на первом этаже которого работают сувенирно-ювелирный магазин «Margarita & Art» и кафе-бар «Margo»[13];
- дом 12 (Vanaturg 1 / Vanaturu kael 12) — трёхэтажный каменный дом,  памятник архитектуры. Согласно имеющимся документам, на этом месте во второй половине XIV века находился каменный амбар. На нынешней территории, вероятно, затем располагалось несколько зданий, которые позже были заменены одним большим. Здание сохранило свои габариты и декоративные детали этапа строительства XVII века: коньковые камни с обеих сторон, флюгеры, лебёдочные балки, люки и световые проёмы, декоративные рельефные камни на фасаде со стороны Ратуши. У здания во многом сохранен типичный для средневековья архитектурный стиль: сводчатые потолки, пристенная лестница со стороны улицы, скульптурные порталы на первом этаже, дверной затвор на втором этаже и т. д. Конструктивные изменения включают в себя возведение второго и третьего этажей в их нынешнем виде; проектирование новых дверей и окон в существующем виде произошло на рубеже XIX и XX веков. В середине XIX века на верхних этажах здания были складские помещения, на первом этаже и в подвале с давних времён традиционно располагались торговые помещения. Первый этаж здания в настоящее время занимает знаменитый таллинский ресторан «Olde Hansa»[3][7].

Ванатуру-каэл
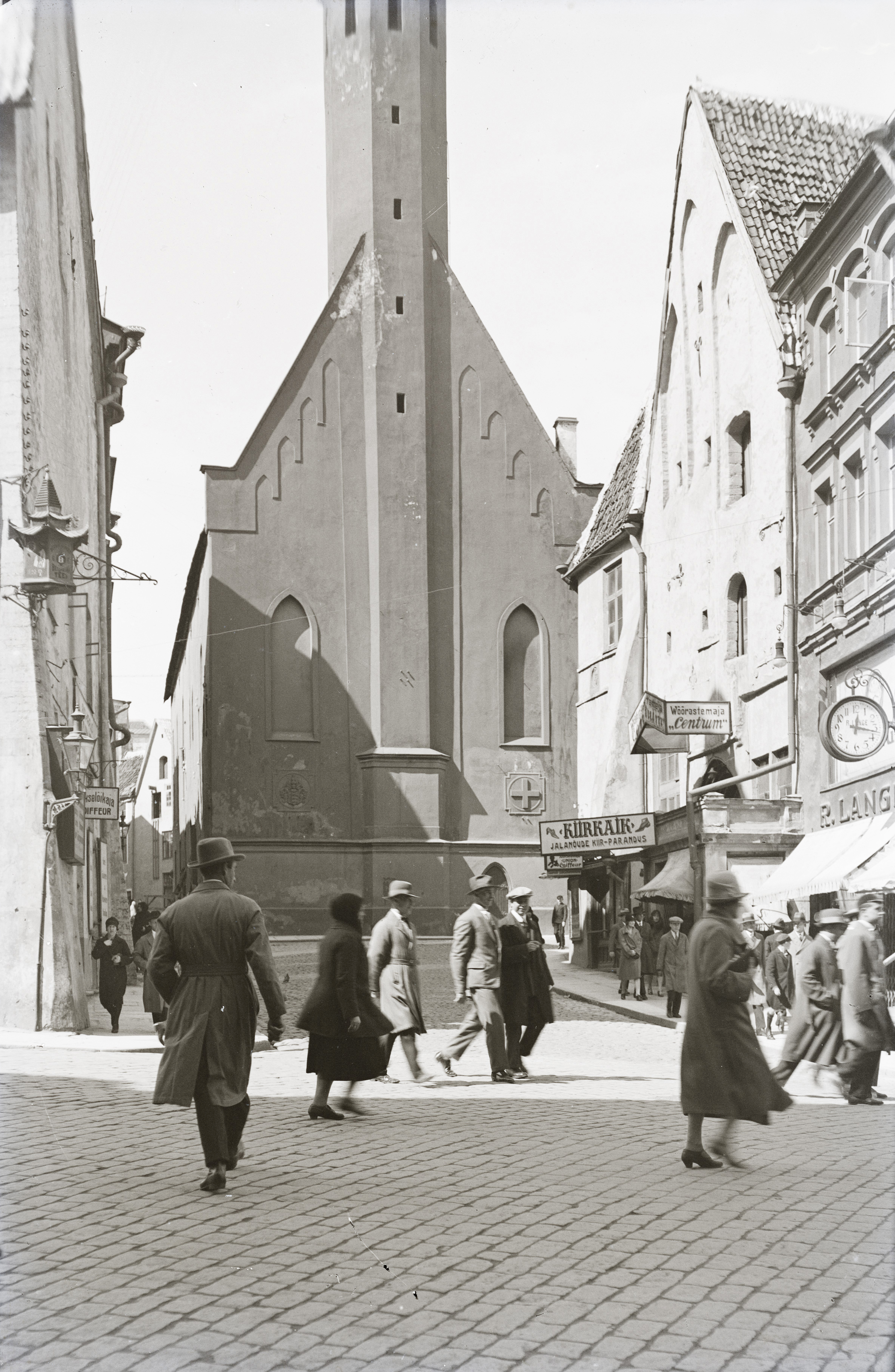
Вид на Ратушу и улицу Ванатуру-каэл, 1930—1940 гг.
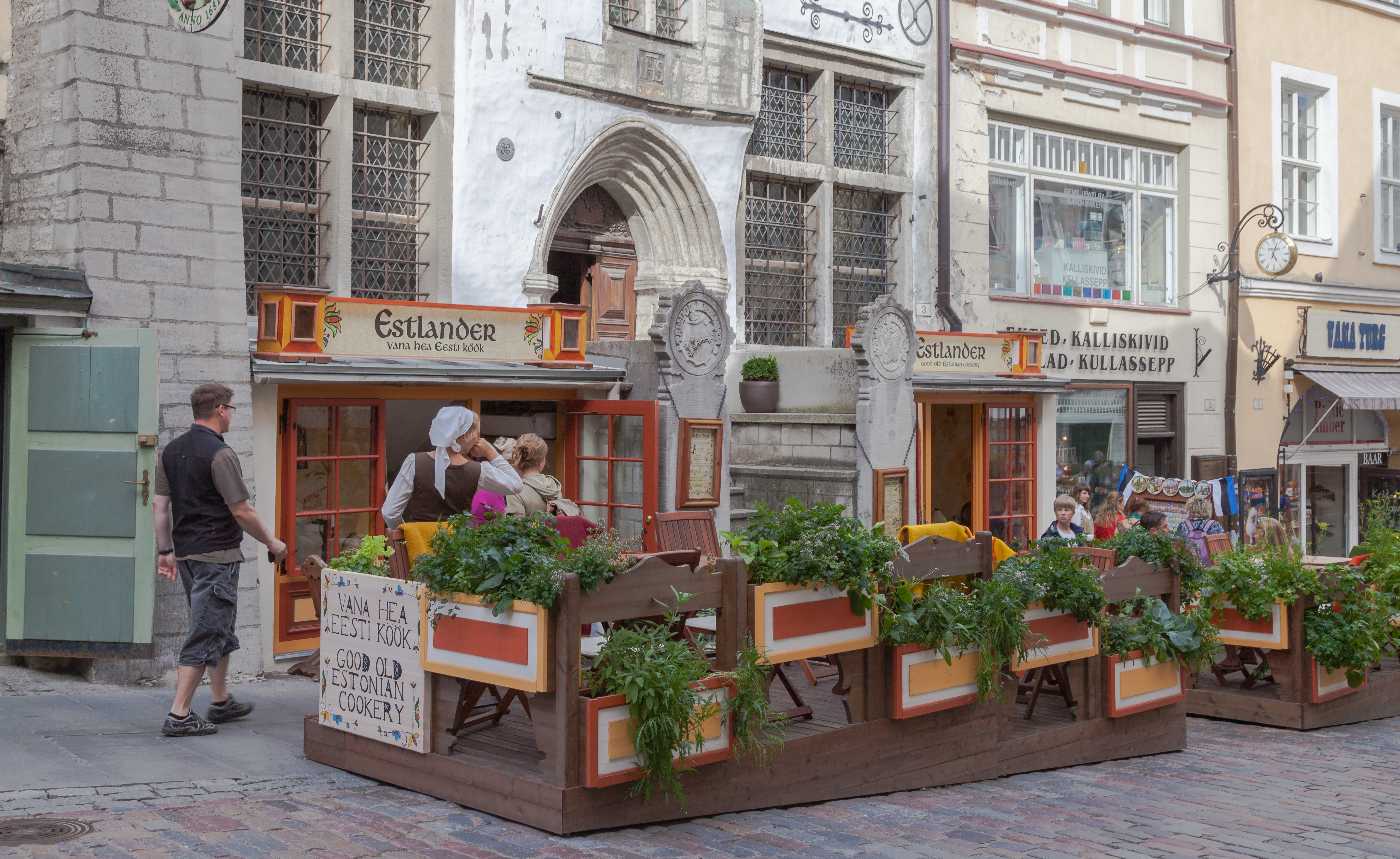
Начало улицы, 2012 год
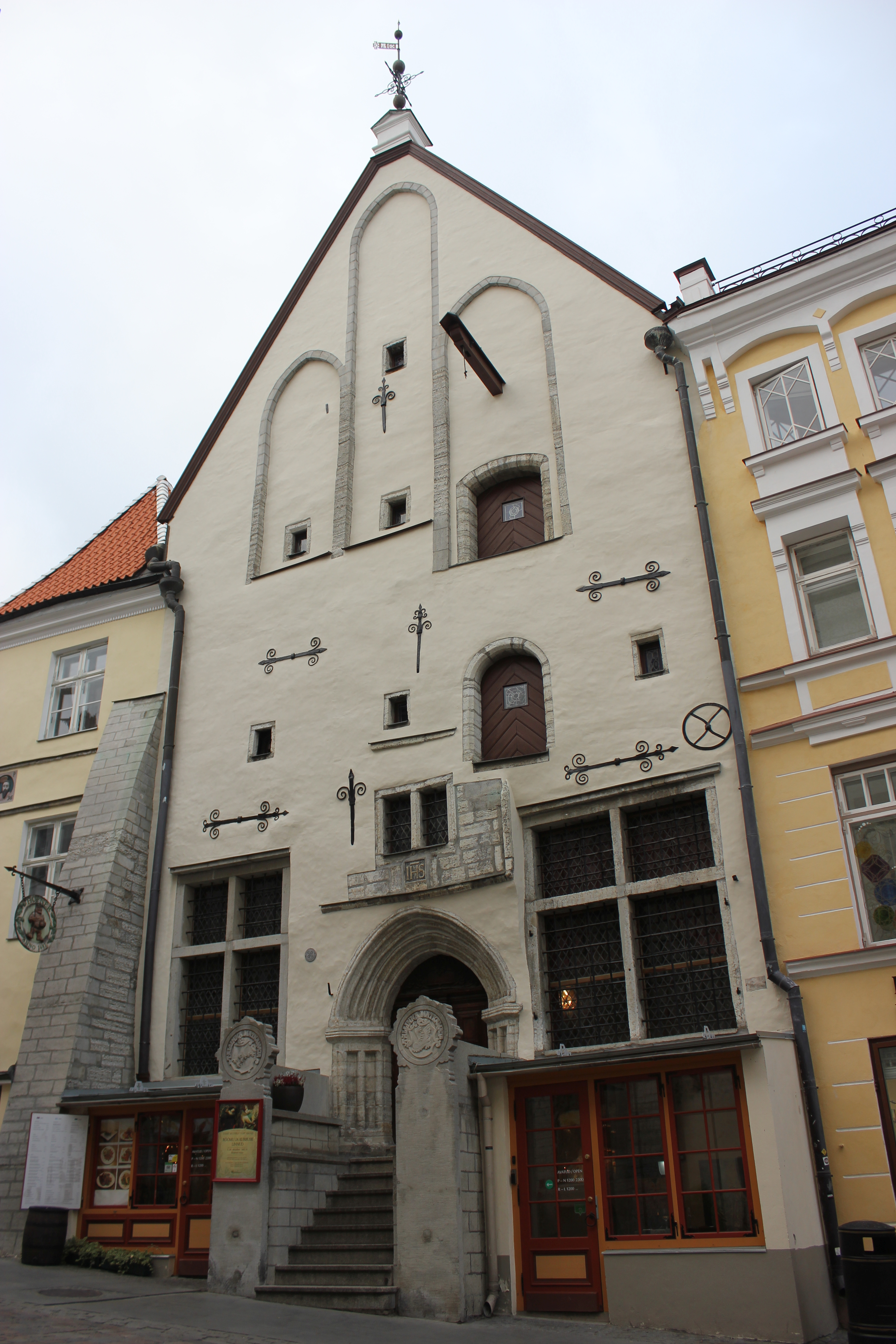
Дом 3
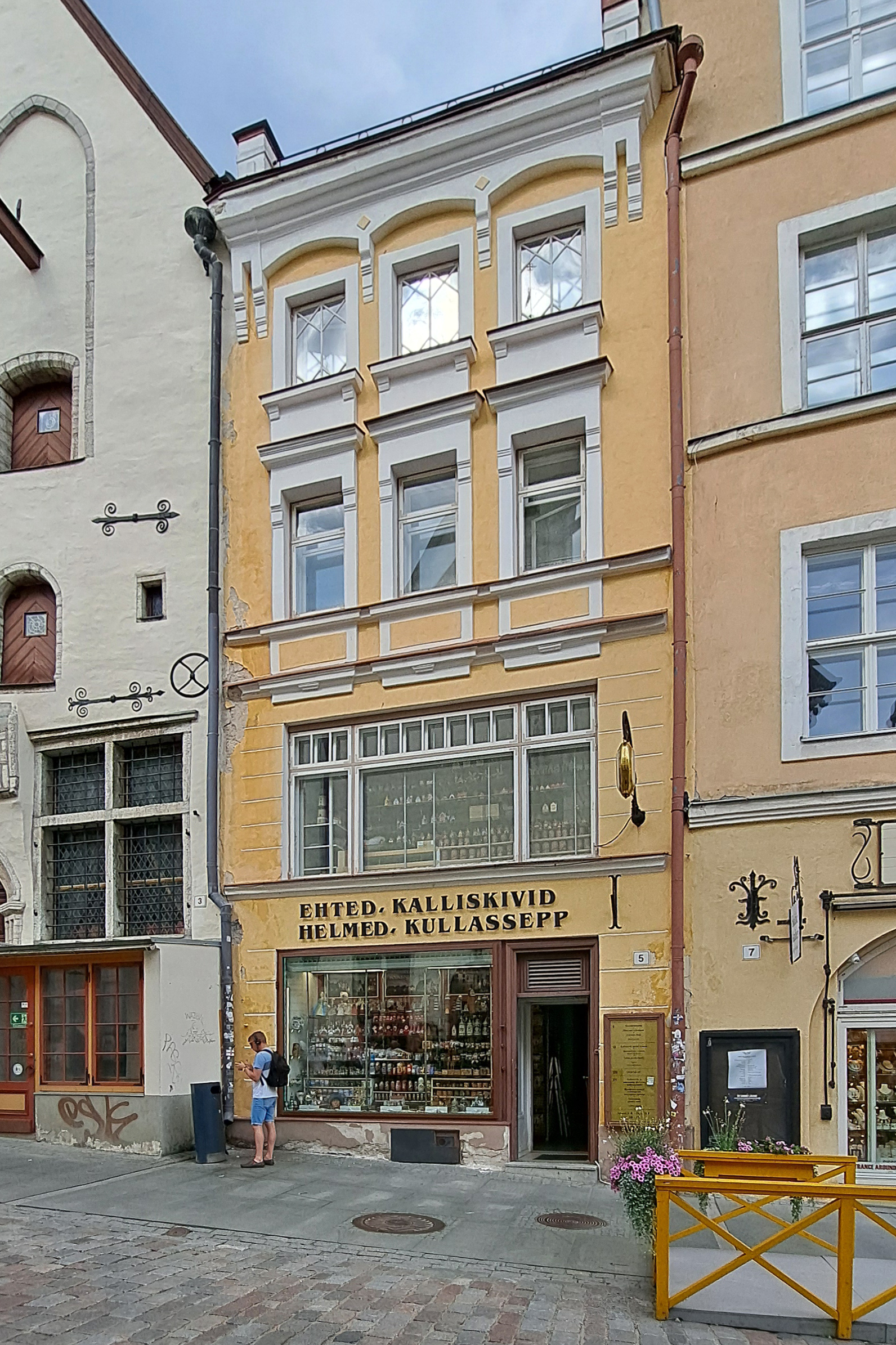
Дом 5
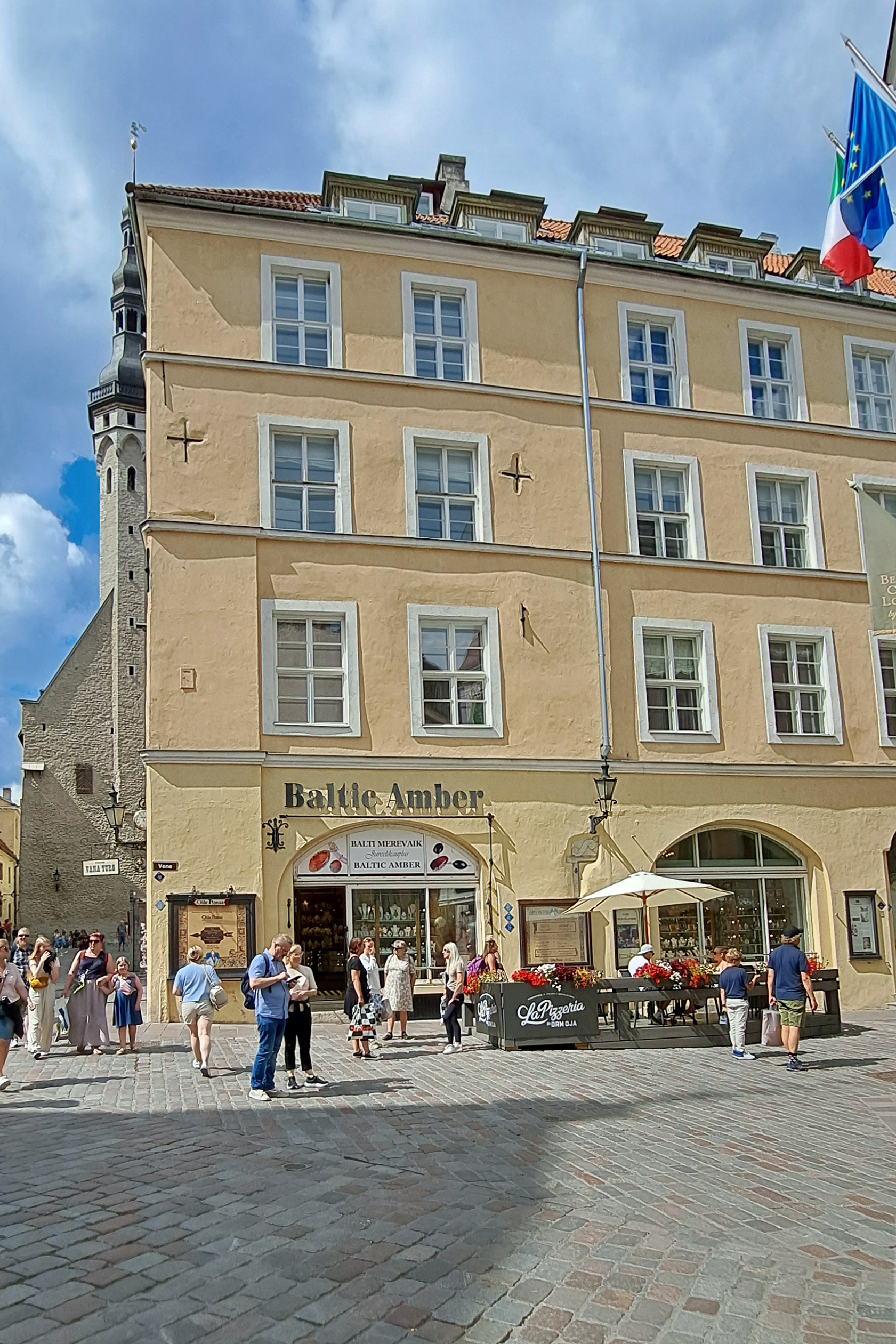
Дом 7
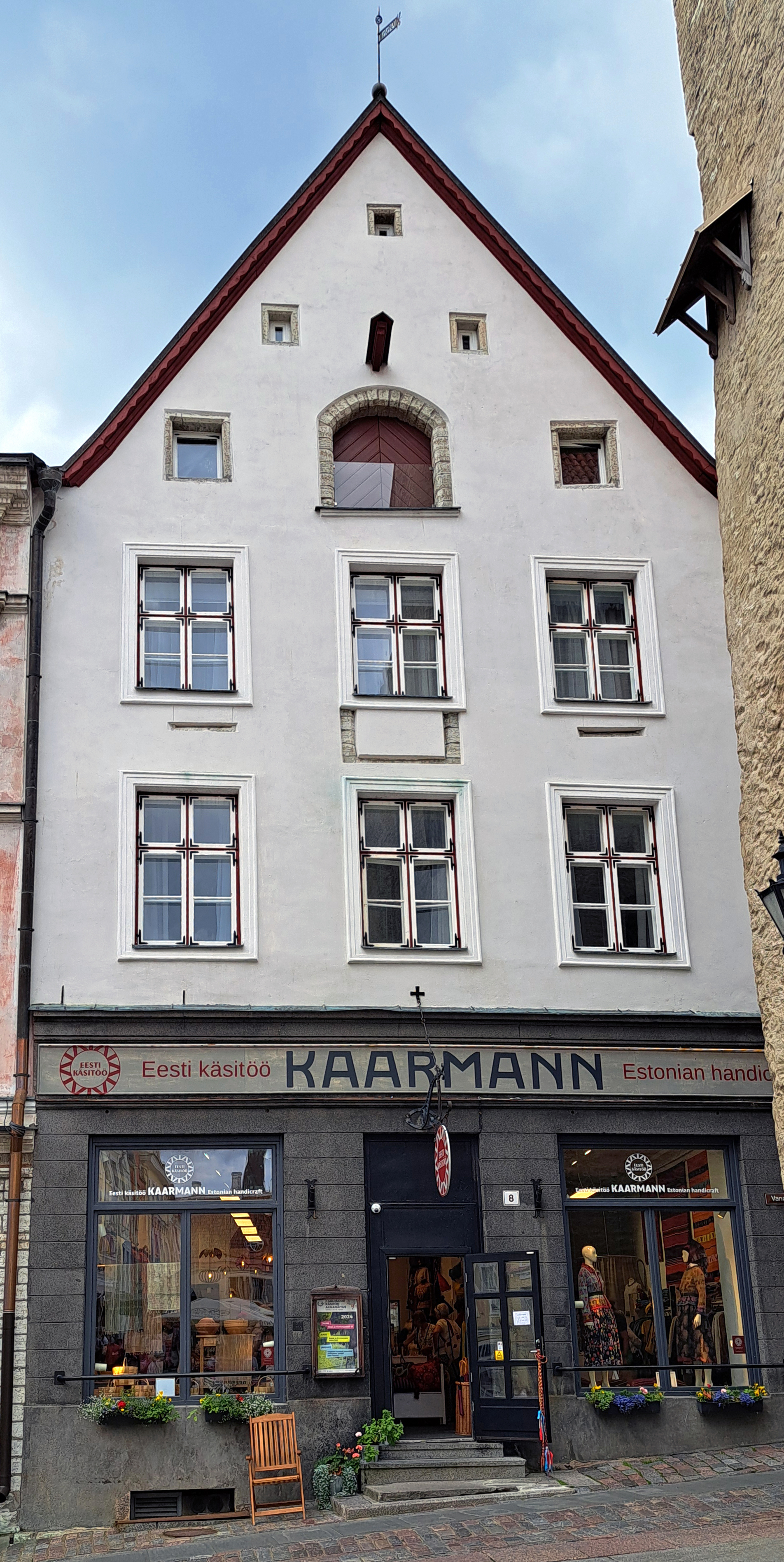
Дом 8
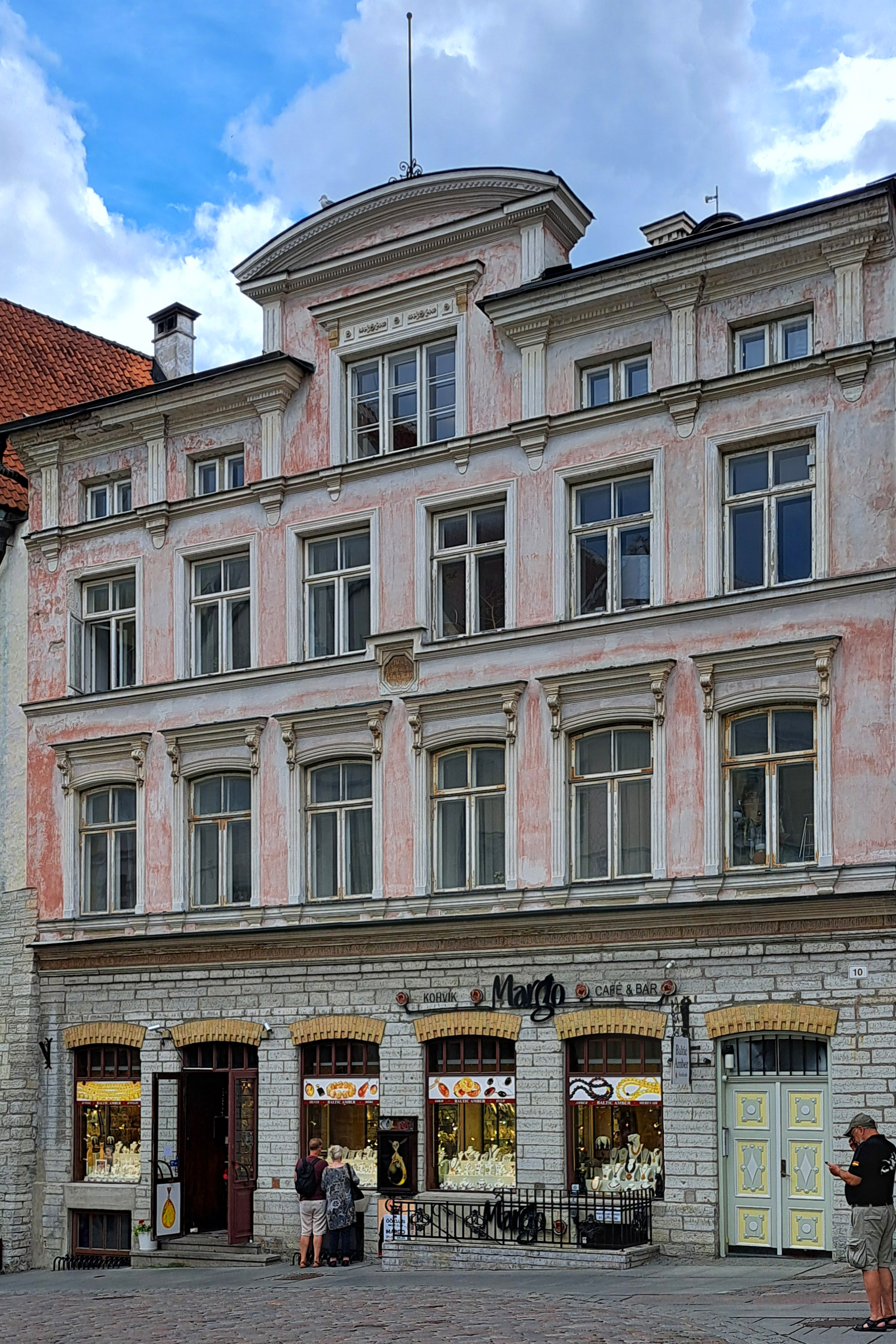
Дом 10
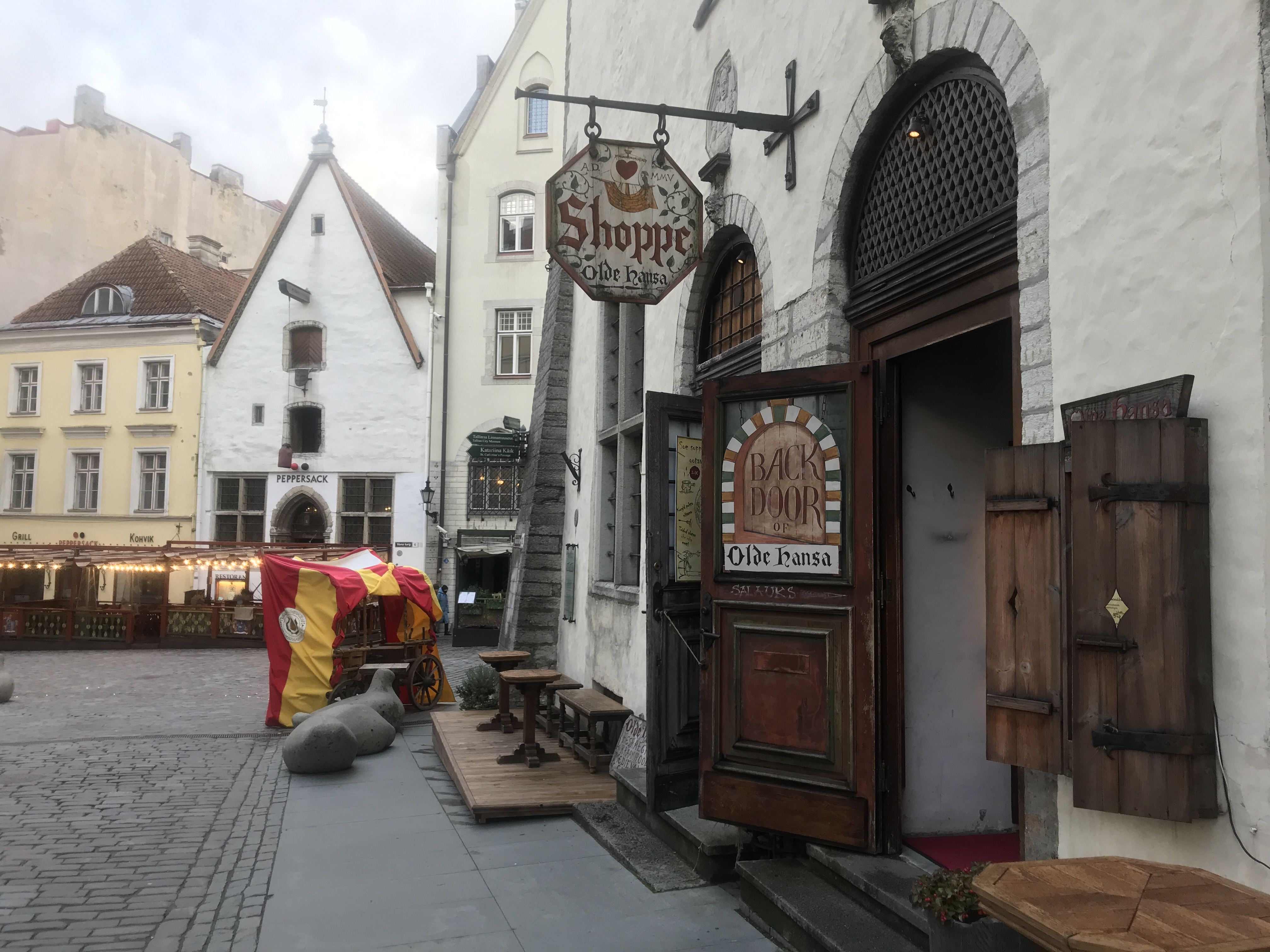
Дом 12
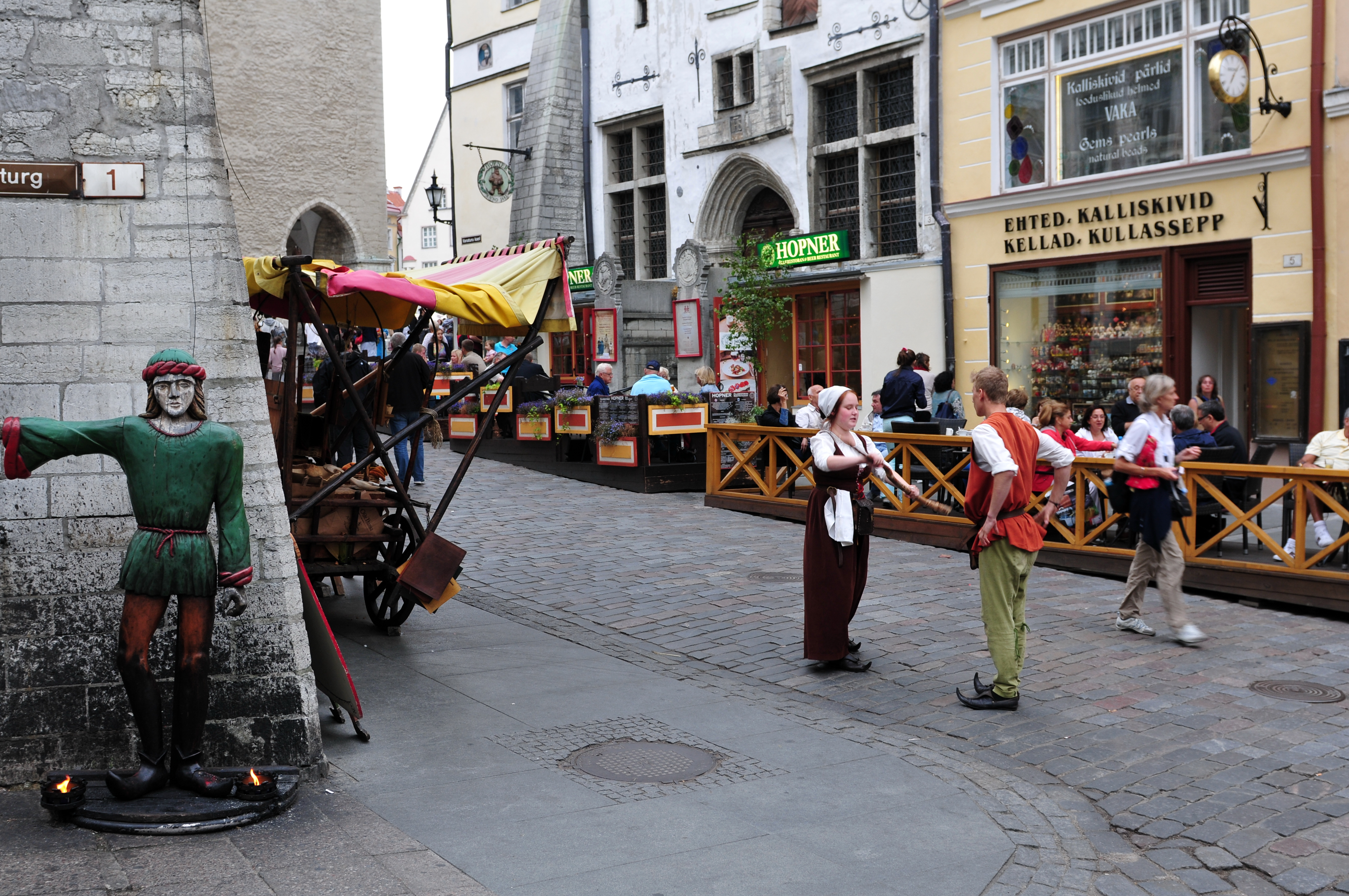
Перекрёсток с улицей Вана-тург
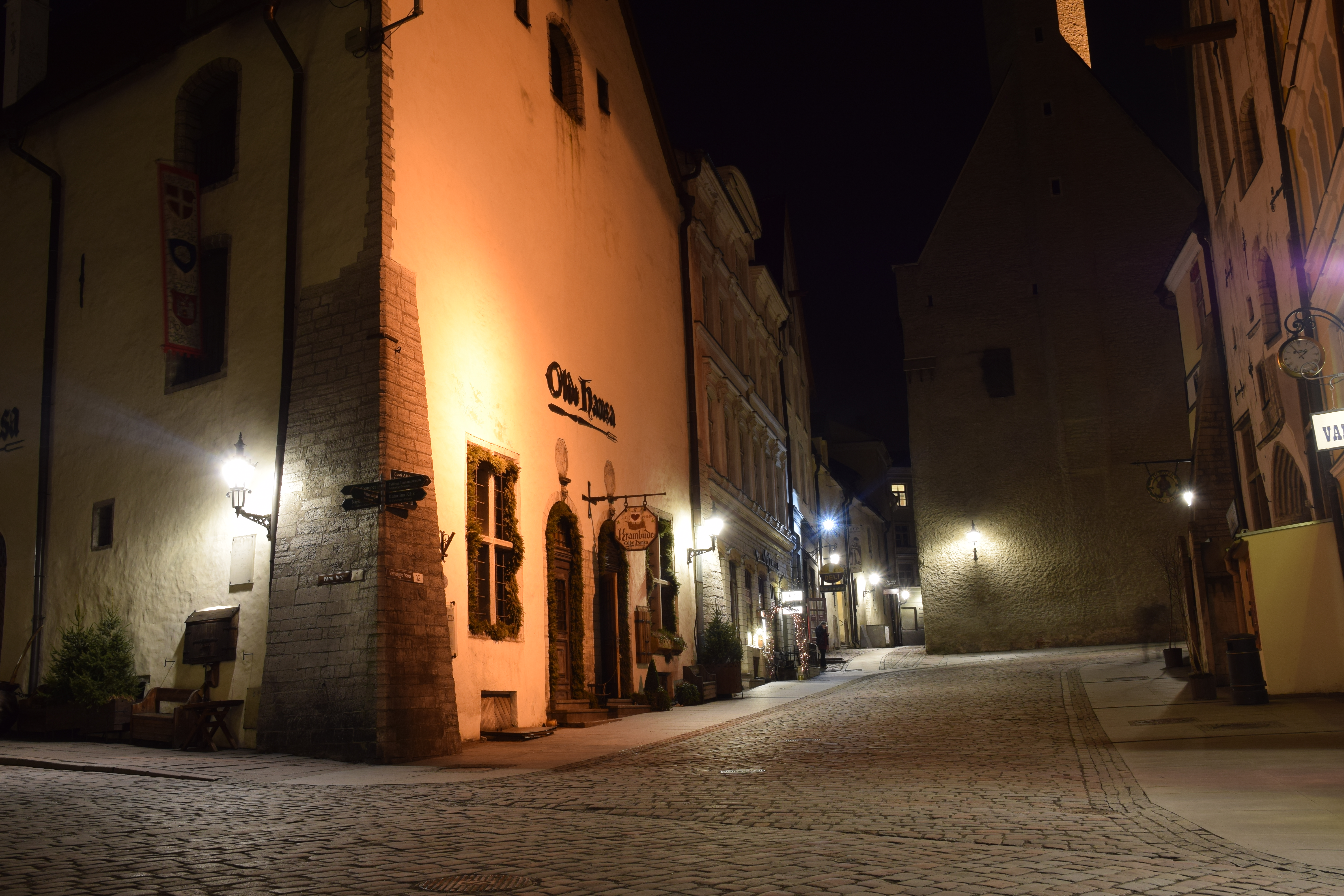
Улица ночью в марте 2015 года